# Acquaviva Platani

Ubicació de Acquaviva Platani dins la província

Acquaviva Platani (sicilià Acquaviva Plàtani) és un municipi italià, dins de la província de Caltanissetta. L'any 2007 tenia 1.231 habitants. Limita amb els municipis de Cammarata (AG), Casteltermini (AG), Mussomeli i Sutera.

## Administració
| Període | Identitat           | Partit |
| ------- | ------------------- | ------ |
| 2007-   | Salvatore Mistretta | UDCC   |